# 阎窝惨案
阎窝惨案指的是日本帝国军队在中国江苏省徐州市铜山县阎窝村一带围捕、屠杀当地居民与避难平民等的一系列反人类、战争罪行。

## 事件
1938年5月20日，在徐州遭到攻占后，侵华日军第21师团千余名士兵进入铜山县，将当地居民围困屠杀。在暴行最重的阎窝村，日军的屠杀持续一天一夜，共烧毁房屋数十间，屠杀当地村民、难民670人，造成当地18户居民绝户。同时，在铜山县境内还发生了汉王惨案、吕梁惨案、下洪惨案、可怜庄惨案。铜山县居民在当年11月收殓200余尸骨，掩埋于阎山白马泉边，筑成“人头坟”悼念死难同胞。
解放后，铜山县政府于1971年8月召开阎窝惨案座谈会，邀请目睹者回忆当时情景，并收集相关历史证据建成阎窝惨案纪念馆作为徐州市爱国主义教育基地，占地十余亩。2006年，徐州市组织修复该纪念馆并重新对外开放。